# Bouffémont
Bouffémont je francouzská obec v departementu Val-d'Oise v regionu Île-de-France. V roce 2014 zde žilo 6 177 obyvatel.

## Poloha obce
Sousední obce jsou: Baillet-en-France, Domont, Chauvry, Moisselles a Saint-Prix.

## Vývoj počtu obyvatel
Počet obyvatel